# Église Saint-Michel de Grgurevci
Pour les articles homonymes, voir Église Saint-Michel.
L'église Saint-Michel de Grgurevci (en serbe cyrillique : Српска православна црква Светог арханђела Михајла у Гргуревцима ; en serbe latin : Srpska pravoslavna crkva Svetog arhanđela Mihajla u Grgurevcima) est une église orthodoxe serbe située dans le village de Grgurevci en Serbie, sur le territoire de la ville de Sremska Mitrovica et dans la province de Voïvodine. Construite en 1754, elle est inscrite sur la liste des monuments culturels de grande importance de la république de Serbie (identifiant no SK 1314).

## Présentation
L'église Saint-Michel a été construite en 1754, à l'emplacement d'une église en bois édifiée en 1732. Elle est constituée d'une longue nef unique prolongée par une abside demi-circulaire ; à l'ouest, elle est surmontée d'un haut clocher baroque qui fut construit ultérieurement. Les façades sont animées par une série d'arcatures aveugles et par une corniche moulurée. 
L'iconostase originale a été détruite par un incendie en 1793. La structure actuelle, qui mêle des motifs floraux et géométriques, a été sculptée entre 1803 et 1807 par Teodor Vitković  et peinte par Dimitrije Dimšić en 1808 sous la direction de son maître Arsenije Teodorović ; en dépit d'une certaine influence baroque, l'ensemble reflète l'esprit du classicisme. L'intérieur et l'extérieur de l'église ont été recouverts de carreaux de céramique peinte en 1824.
Des travaux de restauration ont eu lieu en 1977, 1982-1983 et 2001.